# Aminta Granera
Aminta Granera Sacasa (sinh ngày 18 tháng 9 năm 1952) là một nhà cách mạng Sandinista và cựu Tổng Chỉ huy Cảnh sát Quốc gia Nicaragua. Bà là người đứng đầu lực lượng cảnh sát quốc gia từ ngày 5 tháng 9 năm 2006 đến ngày 27 tháng 4 năm 2018.

## Tuổi trẻ
Aminta Granera Sacasa sinh ngày 18 tháng 9 năm 1952 tại León, Nicaragua. Sau khi học tại Đại học Georgetown ở Hoa Kỳ, Granera quyết định trở thành một nữ tu và bắt đầu công việc của mình với các Nữ tu ở Thành phố Guatemala.

## Công việc
Grenera rời khóa đào tạo tôn giáo vào năm 1976 để tham gia cuộc nổi dậy của Sandinista chống lại nhà độc tài Anastasio Somoza. Là một nhà cách mạng, cô là thành viên của một nhóm nổi dậy ở thành thị Kitô giáo. Sau khi lật đổ thành công Somoza năm 1979, cô gia nhập Bộ Nội vụ (Mint) dưới quyền của FLSN, đồng chí Tomás Borge. Khi chính quyền Sandinista kết thúc vào năm 1990, cô gia nhập lực lượng Cảnh sát Quốc gia mới, nhằm mục đích chuyên nghiệp hóa lực lượng cảnh sát, loại bỏ nó khỏi chính trị đảng phái. Cô đã giúp thành lập các đơn vị đặc biệt để chống lại bạo lực đối với phụ nữ và tội ác chống lại trẻ em. Cô cũng làm việc để chống tham nhũng của cảnh sát.
Năm 2011, cô được bổ nhiệm vào nhiệm kỳ thứ hai bởi chủ tịch Daniel Ortega. Trong nhiệm kỳ của mình, cô đã làm việc để tăng số lượng phụ nữ phục vụ trong lực lượng cảnh sát, với mục tiêu đạt 50%.
Grenera đã từ chức Chỉ huy trưởng cảnh sát trưởng quốc gia vào ngày 28 tháng 4 năm 2018, trước các cuộc biểu tình rầm rộ trên khắp Nicaragua, hàng chục người chết và chỉ trích rộng rãi về phản ứng của cảnh sát.

## Cuộc sống riêng tư
Granera kết hôn với nhà kinh tế Oswaldo Gutiérrez, người có ba đứa con. Đứa con đầu tiên được sinh ra trong cuộc chiến tranh cách mạng, và sau khi để đứa trẻ ở lại với mẹ, cô trở lại mặt trận. Cô cũng là bà của Ariel Barrios.